# Carrie Brownstein

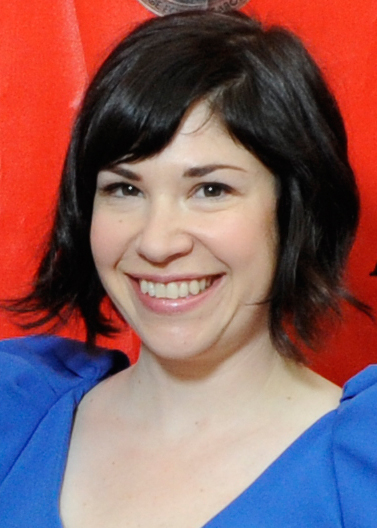

Carrie Brownstein (27 de Setembro, 1974) é guitarrista e vocalista da banda Sleater-Kinney.
Seus projetos antigos incluiam a banda Excuse 17, formada com Becca Albee e CJ Phillips. Ela também se envolveu com The Spells e The Tentacles. Entre os guitarristas que mais influenciaram Carrie estão Jimmy Page, Pete Townshend, Mary Timony e Tom Verlaine.